# Egzarchat Kartaginy

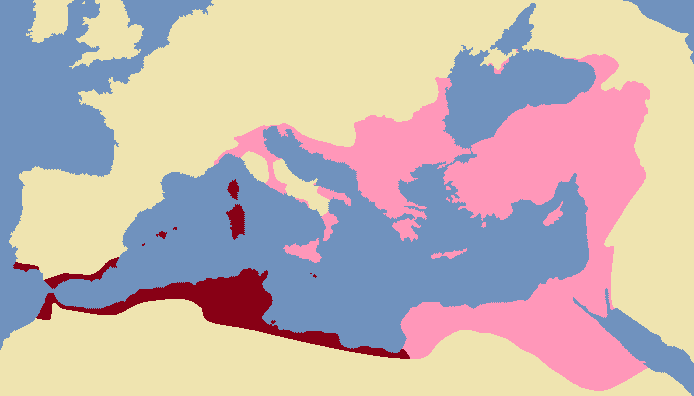
Położenie egzarchatu Kartaginy we Wschodnim Cesarstwie Rzymskim (rok 600)

Egzarchat Kartaginy, egzarchat Afryki – historyczna prowincja bizantyńska utworzona około roku 591 w północnej Afryce przez cesarza Maurycjusza, ze stolicą w Kartaginie. Powodem utworzenia tego egzarchatu było stałe zagrożenie ze strony Maurów. 
W jego skład weszły następujące prowincje: Proconsularis, Byzacena, Numidia, Mauretania Prima, Mauretania Secunda (obszar wokół Septem, część południowej Hiszpanii, Majorka, Minorka i Sardynia); do egzarchatu Afryki nie należała Trypolitania. Na czele tej jednostki stał egzarcha, który miał władzę cywilną i wojskową. W 698, po zdobyciu Kartaginy przez Arabów, egzarchat przestał istnieć. Nieco dłużej przetrwały eparchie egzarchatu położone na zachodzie (ostatnia, Septem, upadła w 711). 

## Egzarchowie Kartaginy
- 591–598: Gennadios I
- 598 lub 602–610: Herakliusz
- 641(?)–647: Grzegorz
- 647/48–665: Gennadios II
- po 665: Eleutherios
- do 711: Julian